# Anthrobia acuminata
Anthrobia acuminata là một loài nhện trong họ Linyphiidae.
Loài này thuộc chi Anthrobia. Anthrobia acuminata được James Henry Emerton miêu tả năm 1913.